# Euchaetomera tenuis
Euchaetomera tenuis är en kräftdjursart som beskrevs av Georg Ossian Sars 1884. Euchaetomera tenuis ingår i släktet Euchaetomera och familjen Mysidae. Inga underarter finns listade i Catalogue of Life.